# Gârceiu, Sălaj

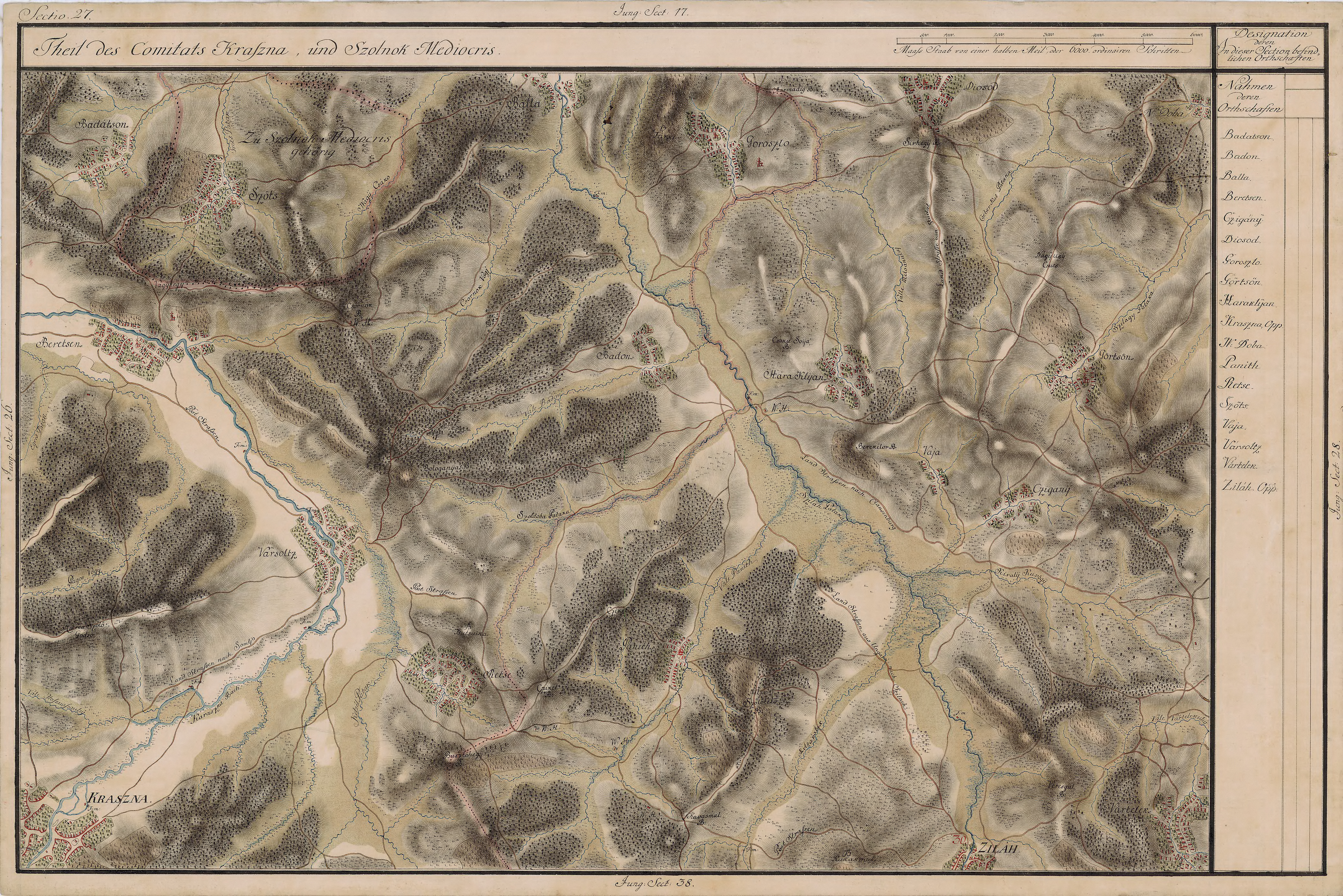
Gârceiu în Harta Iosefină a Transilvaniei, 1769-1773

Gârceiu este un sat în comuna Crișeni din județul Sălaj, Transilvania, România. Se află în partea centrală a județului, la o distanță de 10 km față de municipiul  Zalău.

## Istoric
Prima atestare documentara a localitații provine din 1405, când satul apare sub numele de Gercsen, Cherchyn, Gerchen.
Alte atestări documentare provin din anii 1413 Georchÿeon, 1464 Görtsen, 1543 Chhewrchen, 1547 Geurchium, 1549 Gorchieon, 1553 Gewrcheon, 1555 Geörchen, 1556 Gerchon, 1609 Georcheon, 1715 Görcsöny, 1733 Gercsÿ, 1750 Görcsön, 1797 Görtsön, 1850 Girtsiu, 1854 Görcsön, Gîrciu, 1966 Gîrcei.

## Demografie
Conform recensământului populației României din anul 2002, localitatea avea la acea dată 751 locuitori, 370 de sex masculin și 381 de sex feminin. 